# James Wilkinson (voile)
Pour les articles homonymes, voir James Wilkinson (homonymie).
James Wilkinson est un skipper irlandais né le 28 février 1951.

## Carrière
James Wilkinson obtient une médaille d'argent olympique de voile en classe Flying Dutchman aux Jeux olympiques d'été de 1980 de Moscou.